# Astragalus wachschi
Astragalus wachschi är en ärtväxtart som beskrevs av Boris Fedtjenko. Astragalus wachschi ingår i släktet vedlar, och familjen ärtväxter. Inga underarter finns listade i Catalogue of Life.